# Interplay Entertainment
Interplay Entertainment Corporation er en amerikansk computerspiludvikler, grundlagt i 1983.

## Historie
Virksomheden blev grundlagt som Interplay Productions, Inc. i det sydlige Californien i 1983 med Brian Fargo som formand og tre programmører, Jay Patel, Troy og Bill Worrell Heineman. De oprindelige ansatte var alle tidligere ansatte i en lille computerspiludvikler kaldet Boone Corporation. Interplay blev kendt for computerspil i RPG-genrenog Bard's Tale Wasteland, som blev udgivetaf Electronic Arts.
Interplay begyndte at offentliggøre sine egne spil, der begynder med Neuromancer og Battle Chess, i 1988, og de gik herefter over til at udgive og distribuere spil fra andre selskaber.
Selskabet har udgivet en række Star Trek spil, herunder Star Trek: 25th Anniversary og Star Trek: Judgment Rites. Disse spil er senere blevet udgivet i cd-rom-udgaver, hvor de originale medvirkende i Star Trek leverer stemmer. Interplay udgav også Starfleet Academy og Klingon Academy spil, og Starfleet Command-serien, fra Star Trek: Starfleet Command. Et andet spil, Star Trek: The Secret Of Vulcan Fury, var under udvikling i slutningen af 1990, med et manuskript skrevet af Star Trek-forfatter Dorothy Fontana men denne titel blev aldrig færdiggjort.
I 1997 Interplay udviklede og udgav det succesrige Fallout i en retro-futuristisk post-apokalyptisk verden. Black Isle Studios, en udvikler i koncernen, fortsatte med efterfølgeren Fallout 2. De mest succesfulde franchise efter Interplay var sandsynligvis Baldur's Gate, et Dungeons & Dragons spil, der blev udviklet af BioWare og der fik en vellykket efterfølger, og flere udvidelsespakker. Selskabet har udgivet en række konsolspil, som ClayFighter, Rock N' Roll Racing, The Lost Vikings, og Baldur's Gate: Dark Alliance, men Interplay blev aldrig i stand til at etablere et langsigtet konsol franchise.
En anden populær franchise er FreeSpace-serien.
Interplay forsøgte at få flere af hans spil i de film via sit datterselskab Interplay Films, især Descent, Redneck Rampage, Carmageddon, Earthworm Jim, og Fallout, men ikke Interplay ejendom aldrig blev omdannet til en film.